# Lee Zeldin
Pour les articles homonymes, voir Zeldin.
Lee Zeldin, né le 30 janvier 1980 à East Meadow (État de New York), est un avocat et homme politique américain. Membre du Parti républicain, il est administrateur de l'Agence de protection de l'environnement des États-Unis depuis le 29 janvier 2025, après avoir été élu de l'État de New York à la Chambre des représentants des États-Unis de 2015 à 2023.
Candidat à l'élection gouvernorale de 2022 dans l'État de New York, la campagne est marquée par son agression lors d'un événement public. Il est battu par la gouverneure sortante, Kathy Hochul, candidate du Parti démocrate.

## Biographie

### Jeunesse et débuts en politique
Lee Zeldin est né à East Meadow, dans le comté de Nassau en banlieue de New York. Il étudie à l'université d'État de New York à Albany puis à la faculté de droit d'Albany dont il sort diplômé en 2003. Après ses études, il rejoint la United States Army et sert en Irak. Il quitte l'armée en 2007 mais reste réserviste.
En 2008, il se présente à la Chambre des représentants des États-Unis dans le premier district congressionnel de l'État de New York, qui comprend l'est de Long Island. Il est battu par le démocrate sortant Tim Bishop (en), qui rassemble 58,4 % des voix.
En 2010, il est élu au Sénat de l'État de New York face au démocrate sortant Brian X. Foley avec 57,1 % des suffrages. Il est facilement réélu sénateur du 3e district en 2012, avec 55,7 % des voix.

### Représentant des États-Unis

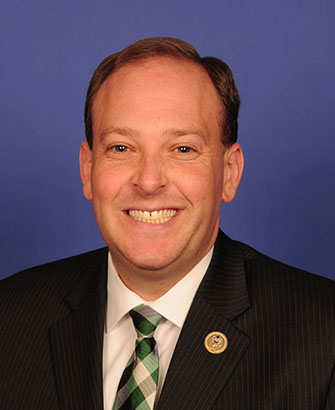
Portrait de Lee Zeldin au Congrès des États-Unis.

Lors des élections de mi-mandat de 2014, il se présente à nouveau face à Bishop. Il remporte facilement la primaire républicaine face à George Demos, qui dépense pourtant trois fois plus d'argent dans sa campagne. Même si le district a voté pour Barack Obama en 2008 et 2012, il compte légèrement plus de républicains que de démocrates et Tim Bishop semble en danger. Si le démocrate arrive d'abord en tête des enquêtes d'opinion, Zedlin resserre l'écart dans les dernières semaines de campagne. Une semaine avant l'élection, un sondage le donne gagnant avec 5 points d'avance. Dans un contexte national favorable aux républicains, Zedlin est élu représentant avec 54,4 % des voix. Parmi les 31 représentants juifs élus cette année-là, il est le seul républicain.
Il est candidat à un deuxième mandat en 2016. Il affronte la démocrate Anna Throne-Holst, ancienne présidente du conseil municipal de Southampton. Il est considéré comme vulnérable, notamment en raison de son soutien à Donald Trump et de ses commentaires sur le racisme qu'il impute à Obama,. Début octobre, un sondage lui donne cependant 15 points d'avance sur Throne-Holst (53 % contre 38 %). Alors que le comté de Suffolk bascule en faveur de Donald Trump à l'élection présidentielle, Zeldin est réélu avec près de 59 % des voix.
En dépit de sa proximité avec le président Trump tranchant avec le caractère modéré de sa circonscription,, il est donné favori par les commentateurs politiques face au démocrate Perry Gershon, qui se présente pour la première fois en politique, à l'approche des élections de mi-mandat de 2018. Il est finalement réélu avec 51,5 % des suffrages contre 47,4 % pour Gershon.
Il est candidat à un quatrième mandat pour les élections du 3 novembre 2020, lorsqu'il est opposé à la candidate démocrate Nancy Goroff. Il remporte le scrutin avec 54,9 % des voix.

### Candidature au gouvernorat de l'État de New York
Le 8 avril 2021, Lee Zeldin annonce être candidat à l'élection gouvernorale de 2022 dans l'État de New York face au gouverneur démocrate sortant, Andrew Cuomo. Accusé de harcèlement sexuel, Cuomo démissionne de son mandat et se retire de la course en août 2021 et est remplacé par la lieutenant-gouverneure Kathy Hochul. Zeldin remporte aisément la primaire républicaine de juin 2022 avec 43 % des suffrages, soit presque deux fois plus de voix que son plus proche concurrent, Andrew Giuliani, fils de Rudy Giuliani.
Le 21 juillet 2022, lors d'un événement public à Fairport, un homme tente de poignarder Zeldin sur scène, avant que celui-ci n'attrape le bras de l'assaillant et que d'autres personnes n'interviennent pour le faire tomber au sol,. Zeldin reçoit le soutien du président Joe Biden, qui se dit heureux qu'il n'ait pas été blessé. L'homme est par la suite arrêté et inculpé par la justice fédérale pour avoir agressé un membre du Congrès.
Le jour de l'élection, Zeldin est battu par Hochul, avec 46,8 % contre 53,2 % des voix, dans l'élection la plus serrée pour le poste de gouverneur de New York depuis 1994.

### Administrateur de l'Agence de protection de l'environnement
En novembre 2024, le président-élu Donald Trump annonce sa nomination au poste d'administrateur de l'Agence de protection de l'environnement des États-Unis dans sa seconde administration. Il entre en fonction le 29 janvier 2025 après avoir été confirmé par le Sénat des États-Unis par un vote de 56 pour et 42 contre.

## Positions politiques

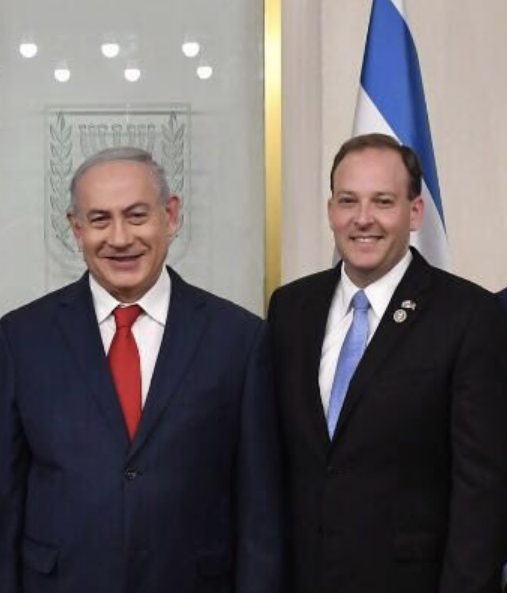
À droite, Lee Zeldin, à Jérusalem en compagnie de Benyamin Netanyahou, en 2018.

Lee Zeldin est un républicain conservateur. Il est notamment opposé au mariage entre personnes de même sexe, au DREAM Act, au financement public de Planned Parenthood et à l'Obamacare. Il est également un défenseur du droit du port d'armes, recevant la note maximale de la National Rifle Association of America (NRA).
À la Chambre des représentants, il se spécialise dans les questions de politique étrangère. Il se montre critique de la position d'Obama vis-à-vis d'Israël et de l'Iran.